# Zusatzweiterbildung Manuelle Medizin
Die Zusatzweiterbildung Manuelle Medizin ist eine in der Musterweiterbildungsordnung der deutschen Bundesärztekammer von 2018 (MWBO) aufgeführte Zusatzweiterbildung im Bereich Manuelle Medizin für Fachärzte in einem Gebiet der unmittelbaren Patientenversorgung.

## Definition
Die Zusatzweiterbildung Manuelle Medizin umfasst in Ergänzung zu einer Facharztkompetenz die Erkennung und Behandlung reversibler Funktionsstörungen des Bewegungssystems einschließlich ihrer Wechselwirkung mit anderen Organsystemen mittels manueller Untersuchungs- und Behandlungstechniken.

## Mindestanforderung
Um die Bezeichnung Manuelle Medizin führen zu dürfen, müssen Ärzte
- über die Facharztanerkennung in einem Gebiet der unmittelbaren Patientenversorgung verfügen und
- einen Weiterbildungskurs in Manueller Medizin mit einem Umfang von 320 Stunden absolviert haben[2]

sowie
- über Kenntnisse, Erfahrungen und Fertigkeiten in Manueller Medizin gemäß den in der Weiterbildungsordnung festgelegten Weiterbildungsinhalten verfügen.[1]

Bei der Anmeldung zur Weiterbildungsprüfung müssen der zuständigen Ärztekammer  sämtliche Nachweise über die erfüllten Mindestanforderungen vorgelegt werden. Dazu gehören auch die Logbuch-Dokumentationen über alle durch die MWBO vorgegebenen Inhalte der Weiterbildung.

## Inhalte der Weiterbildung
Zur Weiterbildungsprüfung muss man darlegen können, dass man Kenntnisse, Erfahrungen und Fertigkeiten unter anderem in folgenden Bereichen erlangt hat:
- Indikationsstellung, Einleitung und Therapiekontrolle physiotherapeutischer, physikalischer, ergotherapeutischer und logopädischer Therapiemaßnahmen sowie von Rehabilitationstraining
- Interdisziplinäre Indikationsstellung zur weiterführenden Diagnostik einschließlich der Differentialindikation und Befundinterpretation bildgebender Verfahren unter Berücksichtigung der Strahlenhygiene
- Beratung des Patienten über Erfolgsaussichten, Komplikationsmöglichkeiten und Kontraindikationen manualmedizinischer Maßnahmen
- Individuelle Erarbeitung von Selbstübungen mit dem Patienten im Rahmen der primären und sekundären Prävention
- Manualmedizinische Untersuchung und Funktionsdiagnostik, insbesondere unter Einbeziehung orthopädischer und neurologischer Tests
- Durchführung orientierender und regionaler palpatorischer Untersuchungen
- Mobilisationstechniken einschließlich spezieller Techniken der Inhibition oder Relaxation von Muskeln
- Segmentale Manipulation an Wirbelsäule und Extremitätengelenken
- Myofasziale Techniken
- Triggerpunkt-Behandlung
- Behandlungsstrategien für funktionelle Verkettungssyndrome.

Die Inhalte der Musterweiterbildungsordnung sind allerdings nur eine Empfehlung für die rechtsverbindlichen Weiterbildungsordnungen der Landesärztekammern, die hiervon abweichende Regelungen treffen können.